# مشهودة
مشهودة هي بارجة الأميرال الجزائري في القرن التاسع عشر حتى عام 1815 التي قادها رايس حميدو ، زعيم الأسطول والرايس الجزائري اللامع. وهي فرقاطة مكونة من 46 قطعة تم بناؤها وفقًا لمخطط البناء المايسترو أنطونيو ، من أصل إسباني. الذي مقره في الجزائر العاصمة ،

## الاستيلاءات
كانت أول عملية أسر لرايس حميدو بهذه السفينة عبارة عن بارجة من نابولي تحمل 1000 قطعة نقدية ذهبية وزيت زيتون في عام 1802. ال8 مارس 1802  ، استولى حميدو على سفينة حربية برتغالية بها 44 بندقية ، وأخذ 282 أسيراً مع المشهودة. ال28 مايو 1802 ، حميدو يلتقط فرقاطة برتغالية أخرى بها 36 بندقية 

## النهاية
خلال الحرب البربرية الثانية ، معارضة الولايات المتحدة لوصاية الجزائر ، فوجئت مشهودة في معركة كيب جاتا (1815). سرعان ما أحاطت بها العديد من السفن الأمريكية ( Guerriere (في) ، Constellation ، Ontario ، Epervier ) بقيادة ديكاتور ، سرعان ما هوجمت وقائدها رايس حميدو فقد حياته. بلغ عدد ضحايا الطاقم 30 قتيلًا وأخذ ديكاتور 406 سجناء  ثم تم سحب السفينة من قبل الأمريكيين إلى قرطاجنة الاسبانية لتكون بمثابة وسيلة للضغط الدبلوماسي في المفاوضات مع داي الجزائر وتم إعادتها في نهاية الصراع.